# Каста

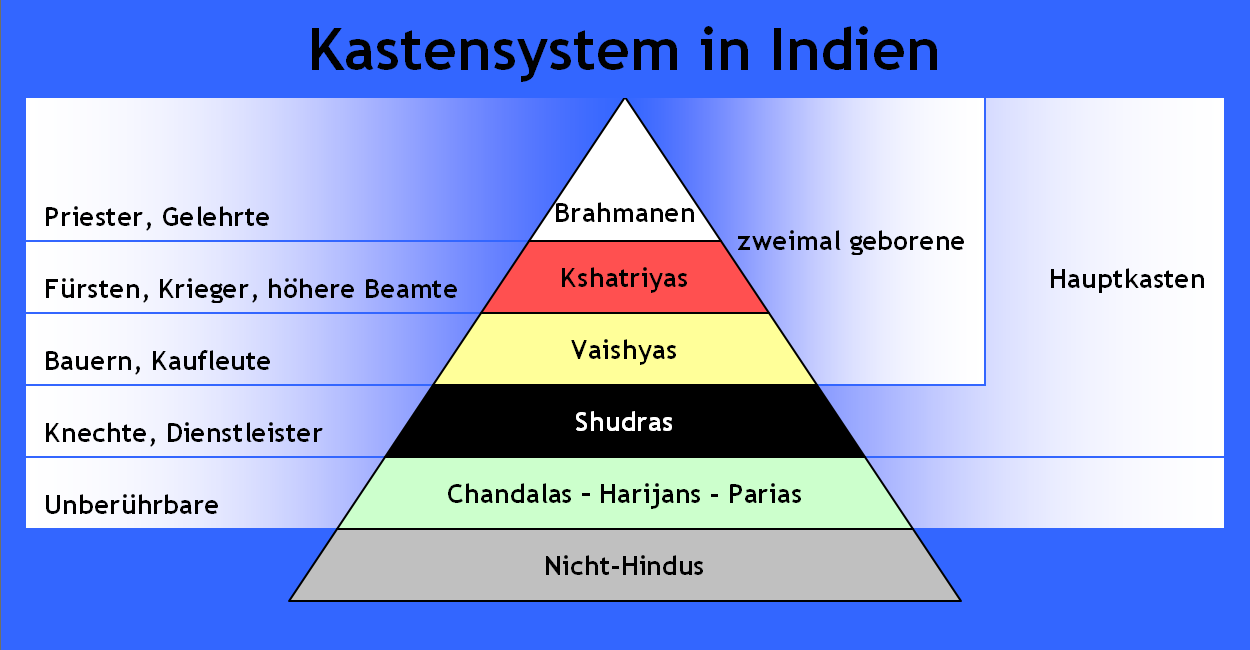
Кастова система в Індії

Ка́ста (порт. casta «рід, походження», спочатку «чиста порода», яке своєю чергою походить із лат. castus «чистий, цнотливий») — ендогамні спадкові замкнені групи людей, які зв'язані традиційними професіями і займають певне місце в соціальній ієрархії.

## Історія
Касти існували в різних формах у багатьох стародавніх і середньовічних державах.
Найбільшого розвитку кастова організація набула в Індії, де, власне, на її позначення використовується термін джаті (досл. «порода, походження, колір»). Кастова система в Індії перетворилась на соціальну систему і стала важливим елементом індуїзму. Конституція Індії 1950 року проголосила рівноправність каст, однак на практиці залишки і пережитки кастових суспільних відносин зберігаються в суспільному житті і дотепер.
Також поділ на касти мав місце у феодальній Японії, відлуння чого існує і в сьогоденні.
Джавахарлал Неру припускає, що поява кастової системи відбулася через небажання прийшлих арійців змішуватися з підкореними народами. Слово варна означає колір, що опосередковано вказує на колір шкіри арійців.

## Українське суспільство
У сучасному українському мовленні слово каста набуло непрямого значення, означаючи замкнену суспільну групу, що зберігає свою окремішність і групові особливості (наприклад, привілеї), нерідко навіть попри зовнішні чинники.